# Alep Vatjamjaure
Alep Vatjamjaure, aktuell stavning Alep Vátjamjávrre, är en sjö i Arjeplogs kommun i Lappland och ingår i Piteälvens huvudavrinningsområde. Sjön har en area på 0,519 kvadratkilometer och ligger 408,3 meter över havet.

## Delavrinningsområde
Alep Vatjamjaure ingår i det delavrinningsområde (734954-162102) som SMHI kallar för Utloppet av Alep Vatjamjaure. Medelhöjden är 421 meter över havet och ytan är 3,74 kvadratkilometer. Räknas de 6 avrinningsområdena uppströms in blir den ackumulerade arean 57,39 kvadratkilometer. Vattendraget som avvattnar avrinningsområdet har biflödesordning 3, vilket innebär att vattnet flödar genom totalt 3 vattendrag innan det når havet efter 202 kilometer. Avrinningsområdet består mestadels av skog (86 procent). Avrinningsområdet har 0,6 kvadratkilometer vattenytor vilket ger det en sjöprocent på 14 procent.